# Honchō Tsugan
Le Honchō Tsugan (本朝通鑑) est un ouvrage portant sur l'histoire du Japon composé de 326 volumes.
D'inspiration néoconfucéiste, il est rédigé par Hayashi Razan à partir de 1644 à la demande du shogun Tokugawa Iemitsu. À sa mort en 1657, son fils Hayashi Gahō continue le travail, malgré la perte d'une majeure partie de l'œuvre lors du Grand incendie de Meireki, et la publie finalement en 1670.